# Stan Watts
Stanley H. Watts (n. Murray, 30 de agosto de 1911 - f. Provo, 6 de abril de 2000) fue un entrenador de baloncesto estadounidense que ejerció en la Universidad de Brigham Young durante 23 años.

## Trayectoria
- Millard High School (1938-1941)
- Dixie Junior College (1941-1945)
- Jordan High School (1945-1947)
- Universidad de Brigham Young (1947-1949)
- Universidad de Brigham Young (1949-1972)